# 中国电视金鹰奖最佳电视剧
中国电视金鹰奖最佳电视剧是中国电视金鹰奖电视剧作品的最高奖项，自2010年开始颁发，以取代原先的最佳长篇电视剧及最佳中短篇电视剧奖项。每届金鹰奖会从候选作品颁发若干部“优秀电视剧”，其中得票最高的为“最佳电视剧”。

## 历届获奖名单
黑体显示的是该年的获最佳獎，非黑體為優秀獎。

### 2020年代
| 年份   | 屆次   | 作品                       |
| ------ | ------ | -------------------------- |
| 2024年 | 第32屆 | 《三体》                   |
| 2024年 | 第32屆 | 《人生之路》               |
| 2024年 | 第32屆 | 《三大队》                 |
| 2024年 | 第32屆 | 《大山的女儿》             |
| 2024年 | 第32屆 | 《大考》                   |
| 2024年 | 第32屆 | 《大江大河之岁月如歌》     |
| 2024年 | 第32屆 | 《天才基本法》             |
| 2024年 | 第32屆 | 《天下长河》               |
| 2024年 | 第32屆 | 《不完美受害人》           |
| 2024年 | 第32屆 | 《父辈的荣耀》             |
| 2024年 | 第32屆 | 《风吹半夏》               |
| 2024年 | 第32屆 | 《去有风的地方》           |
| 2024年 | 第32屆 | 《冰雪尖刀连》             |
| 2024年 | 第32屆 | 《问心》                   |
| 2024年 | 第32屆 | 《问苍茫》                 |
| 2024年 | 第32屆 | 《欢迎来到麦乐村》         |
| 2024年 | 第32屆 | 《县委大院》               |
| 2024年 | 第32屆 | 《我们这十年》             |
| 2024年 | 第32屆 | 《狂飆》                   |
| 2024年 | 第32屆 | 《幸福到萬家》             |
| 2024年 | 第32屆 | 《城中之城》               |
| 2024年 | 第32屆 | 《故乡，别来无恙》         |
| 2024年 | 第32屆 | 《南来北往》               |
| 2024年 | 第32屆 | 《显微镜下的大明之丝绢案》 |
| 2024年 | 第32屆 | 《追风者》                 |
| 2024年 | 第32屆 | 《追光的日子》             |
| 2024年 | 第32屆 | 《珠江人家》               |
| 2024年 | 第32屆 | 《破晓东方》               |
| 2024年 | 第32屆 | 《梦华录》                 |
| 2024年 | 第32屆 | 《装腔启示录》             |
| 2024年 | 第32屆 | 《温暖的，甜蜜的》         |
| 2024年 | 第32屆 | 《漫长的季节》             |
| 2024年 | 第32屆 | 《鲲鹏击浪》               |
| 2024年 | 第32屆 | 《繁花》                   |
| 2024年 | 第32屆 | 《警察荣誉》               |
| 2024年 | 第32屆 | 《麓山之歌》               |
| 2022年 | 第31屆 | 《觉醒年代》               |
| 2022年 | 第31屆 | 《百炼成钢》               |
| 2022年 | 第31屆 | 《对手》                   |
| 2022年 | 第31屆 | 《功勋》                   |
| 2022年 | 第31屆 | 《绝密使命》               |
| 2022年 | 第31屆 | 《跨过鸭绿江》             |
| 2022年 | 第31屆 | 《人世间》                 |
| 2022年 | 第31屆 | 《山海情》                 |
| 2022年 | 第31屆 | 《装台》                   |
| 2020年 | 第30屆 | 《外交风云》               |
| 2020年 | 第30屆 | 《大江大河》               |
| 2020年 | 第30屆 | 《长安十二时辰》           |
| 2020年 | 第30屆 | 《破冰行动》               |
| 2020年 | 第30屆 | 《知否知否应是绿肥红瘦》   |
| 2020年 | 第30屆 | 《小欢喜》                 |
| 2020年 | 第30屆 | 《共产党人刘少奇》         |
| 2020年 | 第30屆 | 《都挺好》                 |

### 2010年代
| 年份   | 屆次   | 作品                   |
| ------ | ------ | ---------------------- |
| 2018年 | 第29屆 | 《海棠依旧》           |
| 2018年 | 第29屆 | 《白鹿原》             |
| 2018年 | 第29屆 | 《鸡毛飞上天》         |
| 2018年 | 第29屆 | 《绝命后卫师》         |
| 2018年 | 第29屆 | 《换了人间》           |
| 2018年 | 第29屆 | 《情满四合院》         |
| 2018年 | 第29屆 | 《天下粮田》           |
| 2018年 | 第29屆 | 《初心》               |
| 2018年 | 第29屆 | 《漂亮的李慧珍》       |
| 2018年 | 第29屆 | 《热血军旗》           |
| 2018年 | 第29屆 | 《春风十里不如你》     |
| 2018年 | 第29屆 | 《春天里》             |
| 2016年 | 第28屆 | 《十送红军》           |
| 2016年 | 第28屆 | 《马向阳下乡记》       |
| 2016年 | 第28屆 | 《北平无战事》         |
| 2016年 | 第28屆 | 《平凡的世界》         |
| 2016年 | 第28屆 | 《芈月传》             |
| 2016年 | 第28屆 | 《旋风少女》           |
| 2016年 | 第28屆 | 《历史转折中的邓小平》 |
| 2016年 | 第28屆 | 《王大花的革命生涯》   |
| 2016年 | 第28屆 | 《嘿老头》             |
| 2016年 | 第28屆 | 《陆军一号》           |
| 2016年 | 第28屆 | 《破阵》               |
| 2014年 | 第27屆 | 《焦裕禄》             |
| 2014年 | 第27屆 | 《寻路》               |
| 2014年 | 第27屆 | 《大秦帝国之纵横》     |
| 2014年 | 第27屆 | 《毛泽东》             |
| 2014年 | 第27屆 | 《父母爱情》           |
| 2014年 | 第27屆 | 《长白山下我的家》     |
| 2014年 | 第27屆 | 《聂荣臻》             |
| 2014年 | 第27屆 | 《舞乐传奇》           |
| 2014年 | 第27屆 | 《打狗棍》             |
| 2014年 | 第27屆 | 《母亲，母亲》         |
| 2014年 | 第27屆 | 《壮士出川》           |
| 2014年 | 第27屆 | 《妈祖》               |
| 2014年 | 第27屆 | 《老有所依》           |
| 2014年 | 第27屆 | 《我们的法兰西岁月》   |
| 2014年 | 第27屆 | 《叶问》               |
| 2014年 | 第27屆 | 《我的土地我的家》     |
| 2014年 | 第27屆 | 《国家命运》           |
| 2014年 | 第27屆 | 《赵氏孤儿案》         |
| 2014年 | 第27屆 | 《原乡》               |
| 2014年 | 第27屆 | 《营盘镇警事》         |
| 2014年 | 第27屆 | 《精忠岳飞》           |
| 2012年 | 第26屆 | 《中国1921》           |
| 2012年 | 第26屆 | 《厂花》               |
| 2012年 | 第26屆 | 《中国地》             |
| 2012年 | 第26屆 | 《少林寺传奇》         |
| 2012年 | 第26屆 | 《风华正茂》           |
| 2012年 | 第26屆 | 《东方》               |
| 2012年 | 第26屆 | 《北方汉子》           |
| 2012年 | 第26屆 | 《古村女人》           |
| 2012年 | 第26屆 | 《永不磨灭的番号》     |
| 2012年 | 第26屆 | 《江姐》               |
| 2012年 | 第26屆 | 《我叫王土地》         |
| 2012年 | 第26屆 | 《辛亥革命》           |
| 2012年 | 第26屆 | 《远去的飞鹰》         |
| 2012年 | 第26屆 | 《抬头见喜》           |
| 2012年 | 第26屆 | 《奢香夫人》           |
| 2012年 | 第26屆 | 《悬崖》               |
| 2012年 | 第26屆 | 《断刺》               |
| 2012年 | 第26屆 | 《雪豹》               |
| 2012年 | 第26屆 | 《甄嬛传》             |
| 2012年 | 第26屆 | 《誓言今生》           |
| 2012年 | 第26屆 | 《黎明之前》           |
| 2010年 | 第25屆 | 《解放》               |
| 2010年 | 第25屆 | 《媳妇的美好时代》     |
| 2010年 | 第25屆 | 《北风那个吹》         |
| 2010年 | 第25屆 | 《走西口》             |
| 2010年 | 第25屆 | 《潜伏》               |
| 2010年 | 第25屆 | 《王贵与安娜》         |
| 2010年 | 第25屆 | 《马文的战争》         |
| 2010年 | 第25屆 | 《老大的幸福》         |
| 2010年 | 第25屆 | 《李小龙传奇》         |
| 2010年 | 第25屆 | 《人间正道是沧桑》     |
| 2010年 | 第25屆 | 《东归英雄》           |